# Nordjyllands Politi
Nordjyllands Politikreds omfatter 9 kommuner: Mariagerfjord, Vesthimmerland, Rebild, Aalborg, Brønderslev, Jammerbugt, Hjørring, Læsø og Frederikshavn.
Med et samlet areal på ca. 7.000 km2 er det landets næststørste politikreds.
Hovedstationen for Nordjyllands Politi er beliggende i Aalborg. Endvidere er der tre lokalstationer beliggende i henholdsvis Hjørring, Frederikshavn og Hobro.

## Anklagemyndigheden ved Nordjyllands Politi
Anklagemyndigheden har hjemsted på hovedstationen og fører straffesager ved retten i Aalborg og Hjørring.
Anklagemyndigheden ved Nordjyllands Politi er organiseret i tre advokaturer, der – ved siden af sager fra lokalstationerne – behandler hver deres specialområde: 
Advokatur Syd, der behandler organiseret og økonomisk kriminalitet,
Advokatur Nord, der behandler personfarlig kriminalitet og særlov og
Advokaturen for legalitet, kvalitet og udvikling.
Anklagemyndigheden ved Nordjyllands Politi har omkring 60 medarbejdere.